# Pierre Chany
Pour les articles homonymes, voir Chany.
Pierre Chany, né le 16 décembre 1922 à Langeac (Haute-Loire) et mort le 18 juin 1996 à Paris 14e, est un journaliste sportif français spécialisé dans le cyclisme. Il a couvert 49 Tours de France et fut longtemps l'une des meilleures plumes du quotidien sportif L'Équipe.

## Biographie

### Origines et formation
À Langeac, où Pierre Chany est né, le père de celui-ci était roulier. Mais l'avenir n'étant plus, dans les années 1920, dans la conduite des chevaux, la famille Chany quitte Langeac et les monts de la Margeride et vient s'installer « bougnat » dans le XIe arrondissement de Paris. Pierre Chany a grandi dans ce quartier populaire. Dans la salle du modeste « Café-charbon » que tiennent ses parents, les conversations sur le sport, les trois sports rois de l'époque, football, boxe, cyclisme, vont bon train et captent l'intérêt de l'enfant puis de l'adolescent. 
Tout en poursuivant une formation en serrurerie, le jeune Pierre Chany, dont les héros sont Francis Pélissier, Antonin Magne, et autres René Vietto, est tenté par la course cycliste. Il commence à faire quelques compétitions, participant à une édition de l'épreuve du Premier pas Dunlop, compétition cycliste dont le rôle était de faire découvrir de jeunes talents. La guerre venue, professionnellement, il exerce successivement plusieurs métiers : charbonnier, serrurier, facteur, ramasseur de châtaignes, assureur. 
Mais après cinq années de courses amateur, ayant 20 ans en 1942 et craignant d'être réquisitionné pour le STO en Allemagne nazie, il laisse là la licence prise dans un petit club cycliste parisien, et prend  alors un autre chemin, celui des Maquis. Arrêté (par des gendarmes français) en décembre 1943, emprisonné, il s'évade et rejoint les FTP (Francs-tireurs et partisans). Il s'engage ensuite jusqu'à la fin de la guerre. Il est démobilisé en septembre 1945, avec pour bagage une Croix de guerre et quatre citations.

### Journaliste sportif
Abandonnant tout espoir de carrière dans la compétition, il se tourne vers le journalisme sportif. Il se marie en 1945 puis, en 1946, il fait ses débuts à Front national, journal issu de la Résistance, dirigé par Jacques Debu-Bridel. Il travaille ensuite aux quotidiens Sports et Ce soir (quotidien dirigé par Louis Aragon), deux journaux situés dans la mouvance du PCF, mais auxquels collaborent des journalistes d'opinions ou de sensibilité de gauche, plus diverses.
C'est pour Ce soir qu'il suit ses premiers Tour de France cyclistes. Lorsque Ce soir cesse sa parution en mars 1953, il est recruté par  L'Équipe, dont il devient le chef de la rubrique cyclisme. Il travaille à  L'Équipe de 1953 à 1987, date de sa retraite journalistique. 
Une autre participation journalistique, peu connue, vaut d'être signalée. Sous le pseudonyme de « Jacques Périllat », déjà utilisé pour des papiers à Miroir Sprint, il fait partie, dès le premier numéro du mensuel, du comité de rédaction de Miroir du Cyclisme. Selon le témoignage de Pierre Chany, Jacques Goddet connaissait la vraie identité de ce pseudonyme, et ne lui fit jamais de remarque défavorable.
Il est considéré comme un des meilleurs journalistes sportifs français spécialistes du cyclisme. Cette reconnaissance s'est traduite par de nombreux prix et distinctions qui s'adressaient aussi à l'auteur de nombreux livres consacrés au vélo.

## L'écrivain du vélo
L'activité d'écriture de Pierre Chany ne se limite pas à sa production de journaliste. Il a écrit de nombreux ouvrages, qu'il actualisait au gré des rééditions. En particulier, il s'est fait historien du Tour de France, avec La fabuleuse histoire du Tour de France, puis il prolonge son enquête aux grandes classiques, aux championnats du Monde. 
À partir de 1974, il dirige un ouvrage édité annuellement, L'Année du cyclisme. Il écrit par ailleurs des ouvrages consacrés aux champions mythiques, Fausto Coppi et Jacques Anquetil. Il signe même un roman, Une longue échappée.
À propos de ses articles, Jacques Anquetil eut ce mot à l'arrivée d'un Tour de France : « Ne me demandez pas de vous raconter ma course, il y a plus compétent que moi pour le faire. Le public ne retiendra pas ce qui s’est réellement passé, mais ce que l’on va en écrire ou en dire. Et moi-même j’attends de lire demain l’article de Pierre Chany dans L'Équipe pour savoir ce que j’ai fait, pourquoi et comment je l’ai fait. Comme il fait autorité, qu’il est compétent, qu’il me connaît et me comprend, sa version sera meilleure que la mienne et deviendra la mienne. »
Un prix récompensant le meilleur article de presse en langue française lié au cyclisme, le Prix Pierre-Chany, est mis en place depuis 1989. Une course cycliste porte son nom dans la Haute-Loire, La Pierre Chany.
C’est principalement Pierre Chany qui sert de modèle pour le personnage fictif Pierre Salberg du roman de Philippe Brunel « Le Cercle des obligés ».

## Distinctions
- Croix de guerre 1939–1945

## Les honneurs
- 1967 : Grand Prix "Martini" du meilleur article de sport
- 1972 : Grand Prix de la Littérature sportive (pour son ouvrage sur le Tour de France)
- 1981 : Prix du "Souvenir Fausto Coppi"
- 1982 : Prix Henri-Desgranges
- 1991 : Le Guidon d'Or

## Œuvres
- Les rendez-vous du cyclisme, ou Arriva Coppi. Éditions La Table Ronde, 1960.
- Anquetil. Éditions Hatier, 1971.
- Une longue échappée, La Table ronde, 1971 (roman).
- La fabuleuse histoire du cyclisme. ODIL, Paris, 1975.
- La fabuleuse histoire des grandes classiques et des championnats du monde. ODIL, Paris, 1979.
- La Fabuleuse histoire du Tour de France. ODIL, 1983.
- L'Année du cyclisme. Éditions Calmann-Lévy, à partir du volume 1, publié en 1974, jusqu'au volume 16 (1989), puis volumes 21 (1994), 22 (1995) et en partie volume 23 (année 1996).
- L' album 90 du Cyclisme (avec l' l'histoire du Grand Prix des Nations 1932-1990 ), Favre éditeur, 1990
- L' album 91 du Cyclisme (avec l'histoire de Paris-Brest-Paris), Les éditions du sport, 1991.
- L' album 92 du Cyclisme (avec l'histoire du Tour des Flandres), Les éditions du Trophée, 1992.
- L' album 93 du cyclisme (avec l'histoire de Paris-Tours), Scanéditions, 1993.

### Iconographie
- Pierre Chany-Claude Droussent, L'Année du cyclisme 1996, Calmann-Lévy éditeur. Les quatre premières pages de l'ouvrage, hommage au coauteur disparu, comportent quelques clichés sur le journaliste en action.